# Estádio da Praia Vermelha
Campo da Avenida Pasteur, também conhecido como Campo do 56.º, 
e Estádio da Praia Vermelha, foi o campo pertencente ao Sport Club Brasil, localizado próximo a Praia Vermelha, na Urca.[carece de fontes?]
Em 1916 e 1917, o estádio recebeu a Liga Militar de Football, um torneio de futebol realizado anualmente na época pelos batalhões e infantarias do exército. O maior placar registrado no estádio foi uma vitória de 11 a 1 do Botafogo Football Club em cima de um selecionado de marinheiros ingleses.